# Conselheira de Assuntos de Gênero do Chefe do Estado-Maior

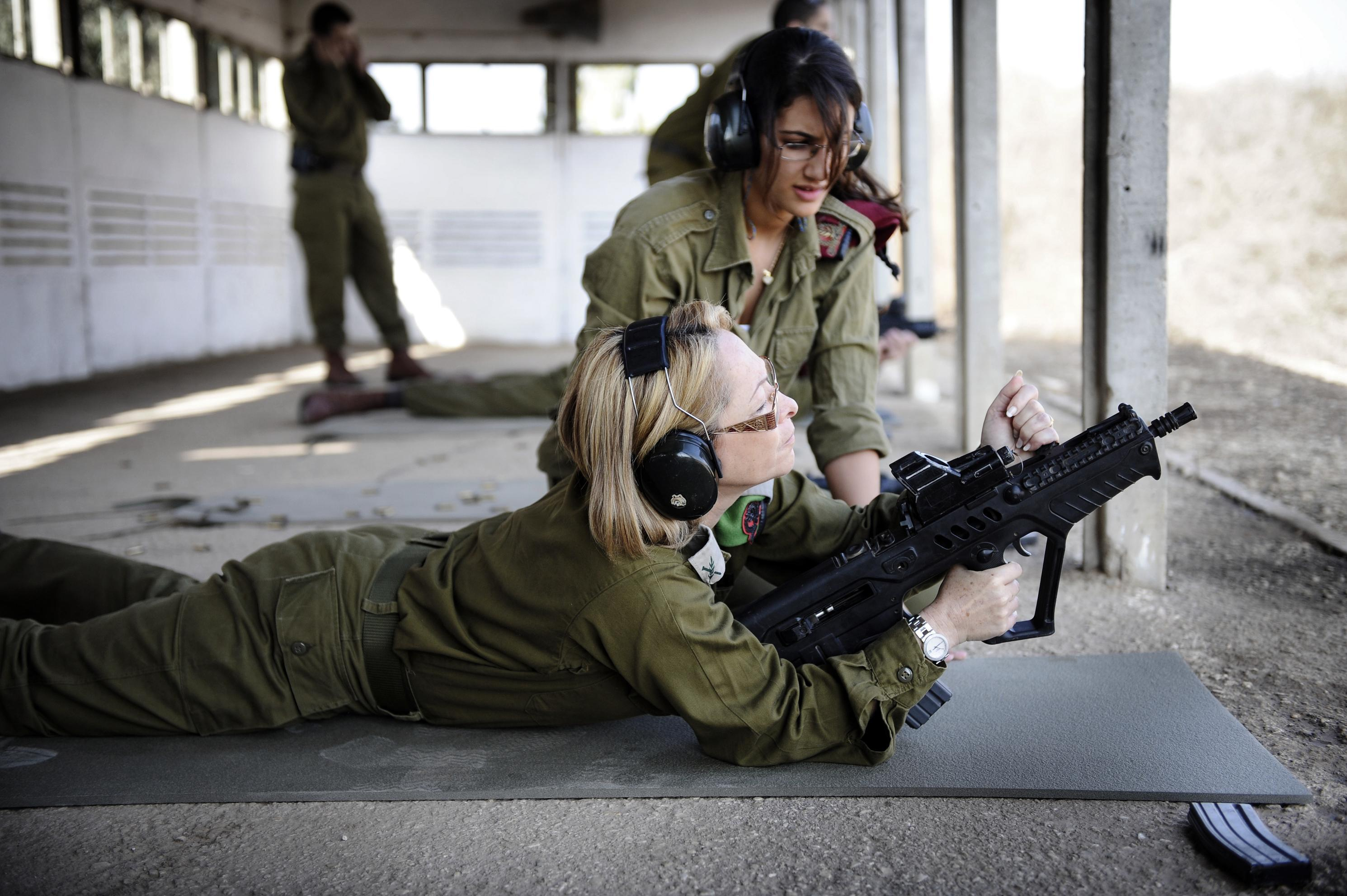
Conselheira de Assuntos da Mulher das FDI, General-de-Brigada Gila Kalifi-Amir, pratica suas habilidades de pontaria, 2010.

A Conselheira de Gênero (GENAD) do Chefe do Estado-Maior da Defesa (em hebraico:  יועצת הרמטכ״ל לענייני מגדר, abreviado para יוהל״ם - Yohalam) é uma mulher oficial das Forças de Defesa de Israel encarregada de promover condições que permitam o melhor aproveitamento das capacidades das mulheres servindo nas FDI; promoção da igualdade de oportunidades para as mulheres durante o serviço militar; e assimilar as mulheres em posições de liderança militar. Desde 2021 o cargo é ocupado pela General-de-Brigada Ella Shado-Shechtman (em hebraico: אלה שדו שכטמן).

## História
A Conselheira de Assuntos Femininos remonta ao Corpo de Mulheres, comumente conhecido por sua sigla hebraica CHEN (em hebraico:  ח״ן, para khayil nashim), que existiu de 1949 a 2001. O corpo era responsável pelas mulheres soldados, incluindo: sua absorção, treinamento de recrutamento e transferências para unidades das FDI. Durante o seu serviço, o CHEN prestou-lhes diversos serviços através de unidades CHEN anexadas a outros corpos. Também operava uma unidade de mulheres-soldados-professoras, que ensinava novos imigrantes e regiões subdesenvolvidas.
A partir da década de 1990, a autoridade do corpo começou a ser gradualmente transferida para os comandos regionais e comandantes individuais, enquanto a unidade de soldados-professoras foi transferida para o Corpo de Educação e Juventude. Em 2001, o ministro da Defesa, Shaul Mofaz, anunciou o desmantelamento do corpo. Seu comando foi substituído por uma nova conselheira de Assuntos da Mulher para o cargo de Chefe do Estado-Maior. A última comandante do corpo foi a General-de-Brigada Suzy Yogev (em hebraico: סוזי יוגב).
Em 1º de setembro de 2001, Suzy Yogev iniciou a fundação do cargo de Conselheira de Assuntos da Mulher, o desmantelamento do Comando-em-Chefe das Oficiais Femininas e transferindo a autoridade de cuidar dos problemas individuais das mulheres soldados para os respectivos comandantes, e colocando a autoridade para a base de treinamento de mulheres soldados no Quartel-General Oficial-General Comandante do Exército.
Em 2014, o título e função da Conselheira de Assuntos da Mulher foi alterado para "Conselheira de Assuntos de Gênero" (יוהל"ם: יועצת הרמטכ"ל לענייני מגדר, Yohalam: Conselheira do Chefe do Estado-Maior para Assuntos de Gênero). Essa mudança e as subsequentes mudanças políticas que ela trouxe criaram uma forte disputa em Israel durante 2016-2018. O Chefe do Estado-Maior, Aviv Kokhavi, conseqüentemente decidiu dar alguns passos para trás e limitar a autoridade e a posição do Conselheiro de Gênero.